# Ophiostoma novo-ulmi
Ophiostoma novo-ulmi är en svampart som beskrevs 1991 av Brasier. Arten ingår i släktet Ophiostoma och familjen Ophiostomataceae.  Svampen är den främsta orsaken till det nuvarande utbrottet av almsjuka, som tidigare enkom orsakades av svampen Ophiostoma ulmi, där den senare nu trängs undan av O. novo-ulmi.